# Arnspitzhütte
Die Arnspitzhütte ist eine Schutzhütte der Kategorie I der Sektion Hochland des Deutschen Alpenvereins (DAV). Sie liegt im Wettersteingebirge auf einer Höhe von 1930 m ü. NHN, sie ist eine täglich offene Unterstandshütte ohne Wasser.

## Geschichte
Die Generalversammlung der Sektion Hochland des Deutschen und Österreichischen Alpenvereins (DuOeAV) beschloss am 15. Dezember 1909 den Bau der Arnspitzhütte unterhalb des Ostgipfels der Großen Arnspitze. Am Vorabend der Einweihung der Arnspitzhütte versammelten sich 53 Hochländer mit Vertretern der Gemeinde Mittenwald und der Sektion Mittenwald des DuOeAV zu einem Festabend. An der Einweihung der Hütte am 28. August 1910 nahmen Abordnungen aus Mittenwald, Scharnitz und Leutasch teil.

## Lage
Die Arnspitzhütte befindet direkt unterhalb der Großen Arnspitze. Von der Hütte hat man einen Blick ins Isartal und auf das westliche Karwendel.

## Zugänge
- Von Mittenwald, 4 bis 5 Stunden
- Von Scharnitz/Österreich, 3 Stunden[2]

## Gipfel
- Große Arnspitze (2196 m), 1 Std.
- Mittlere Arnspitze (2091 m), 1 Std.
- Arnplattenspitze (2172 m) 2 Std.[3]

## Karte
- Alpenvereinskarte Nr. 4/3 „Wetterstein Ost“ 1:25.000